# نضال ناصر
نضال ناصر (انگلیسی: Nidal Nasser؛ زادهٔ ۲۷ فوریهٔ ۱۹۵۵) تیرانداز اهل سوریه بود. وی در بازی‌های المپیک تابستانی ۱۹۸۰ شرکت کرده‌است.